# Rue du Douanier-Rousseau (Laval)
Pour les articles homonymes, voir Rue du Douanier-Rousseau.
La rue du Douanier-Rousseau est une voie du centre-ville de la commune française de Laval,,.

## Situation et accès
Elle correspond au côté oriental de la Place de Hercé. Elle ne possède donc qu'un côté construit. Elle se trouve par ailleurs dans le prolongement de la rue des Éperons.

## Origine du nom
Elle porte le nom du peintre lavalois Henri Rousseau dit Le Douanier Rousseau (1844-1910).

## Historique
L'histoire de la rue du Douanier-Rousseau est liée à celle de la place de Hercé. Ce vaste espace, occupé par un prieuré de Bénédictines à partir du XVIIe siècle, est aménagé après la Révolution française, lorsque les bâtiments conventuels sont détruits. Ce quartier de Laval concentre alors l'aristocratie et la grande bourgeoisie, et l'actuelle rue du Douanier-Rousseau est déjà bordée par l'hôtel de Hercé, construit au XVIIIe siècle, tandis qu'une allée perpendiculaire permet d'accéder au manoir de la Perrine.
Au XIXe siècle, après l'aménagement de la place, d'autres hôtels particuliers sont construits le long de la rue. Enfin, en 1899, le musée des Beaux-Arts est ouvert. Fermé lors de la Seconde Guerre mondiale, le bâtiment accueille le musée des sciences en 1974.

## Bâtiments remarquables et lieux de mémoire
- Le Musée des Sciences de Laval.
- L'espace Alain Gerbault, installé dans sa maison natale.
- L'hôtel de Hercé, du XVIIIe siècle, au numéro 39.
- L'hôtel du numéro 31, construit dans la première moitié du XIXe siècle.
- L'hôtel Farcy de Pontfarcy, de 1845, au numéro 25.